# Plumarella alba
Plumarella alba är en korallart som beskrevs av Sôichirô Kinoshita 1908. Plumarella alba ingår i släktet Plumarella och familjen Primnoidae. Inga underarter finns listade i Catalogue of Life.